# Польохін Михайло Арсентійович
Михайло Арсентійович Польохін (Полехін) (8 листопада 1913, село Нелюбова, тепер Орловського району Орловської області, Російська Федерація — ?, місто Москва) — радянський діяч, завідувач відділу партійних органів ЦК КПРС по Російській РФСР. Кандидат у члени ЦК КПРС у 1961—1966 роках. Депутат Верховної ради СРСР 6-го скликання.

## Життєпис
Народився в селянській родині.
У 1936 році закінчив Воронезький педагогічний інститут.
З 1936 року працював викладачем технікуму.
У 1939—1942 роках — секретар Орловського обласного комітету ВЛКСМ; лектор Саратовського обласного комітету ВКП(б).
Член ВКП(б) з 1940 року.
У 1942—1945 роках — на політичній роботі у військах НКВС, учасник німецько-радянської війни. Служив старшим інструктором політичного відділу військ НКВС із охорони тилу Воронезького фронту.
У 1946 році закінчив Вищу партійну школу при ЦК ВКП(б).
У 1946—1947 роках — в апараті ЦК ВКП(б).
У 1947—1952 роках — секретар Приморського крайового комітету ВКП(б).
У 1952—1954 роках — в апараті ЦК ВКП(б) (КПРС).
У 1954—1961 роках — заступник завідувача відділу партійних органів ЦК КПРС по Російській РФСР.
У 1961—1962 роках — завідувач відділу партійних органів ЦК КПРС по Російській РФСР.
У 1962—1964 роках — завідувач відділу партійних органів ЦК КПРС по сільському господарству Російської РФСР.
У 1964—1966 роках — заступник завідувача відділу партійних органів (організаційно-партійної роботи) ЦК КПРС по Російській РФСР.
У 1966—1981 роках — 1-й заступник голови Комітету Ради міністрів Російської РФСР із професійно-технічної освіти.
З 1981 року — персональний пенсіонер у місті Москві.

## Нагороди
- орден Вітчизняної війни І ст.
- орден Вітчизняної війни ІІ ст. (6.11.1985)
- орден Червоної Зірки (21.04.1945)
- медаль «За бойові заслуги» (16.03.1943)
- медалі